# ウコン
ウコン（鬱金、学名: Curcuma longa）は、ショウガ科ウコン属の多年草。英称ターメリック (turmeric)。インドが原産であり、紀元前からインドで栽培されている。呉音「ウッコン」が転訛しウコンとなった。
東南アジア諸国には、インドネシア原産でクルクミンの含有量が多く薬効が強い変種ジャワウコン (Javanese turmeric) があり、現地名由来のクニッツや別名クスリウコンという呼び名で日本でも流通している。ヒンディー語・ウルドゥー語・グジャラーティー語のハルディ (Haldi) でも知られる他に、琉球語のウッチン、インドネシア語・マレー語のクニット (kunyit、通常は英語の複数形にしてクニッツ)、ハワイ語のオレナ (Ōlena) などでも知られる。タイ語では、カミンチャン。
伝統医学のアーユルヴェーダやインド料理に使われ、また、根茎に含まれるクルクミンは黄色い染料の原料としても広く用いられてきた。今日でもスパイスとして用いられている。日本では、カレー粉に用いられるほか、クルクミンの肝機能への影響を期待して二日酔い対策ドリンクの原料にも用いられる。

## 類似種と呼称

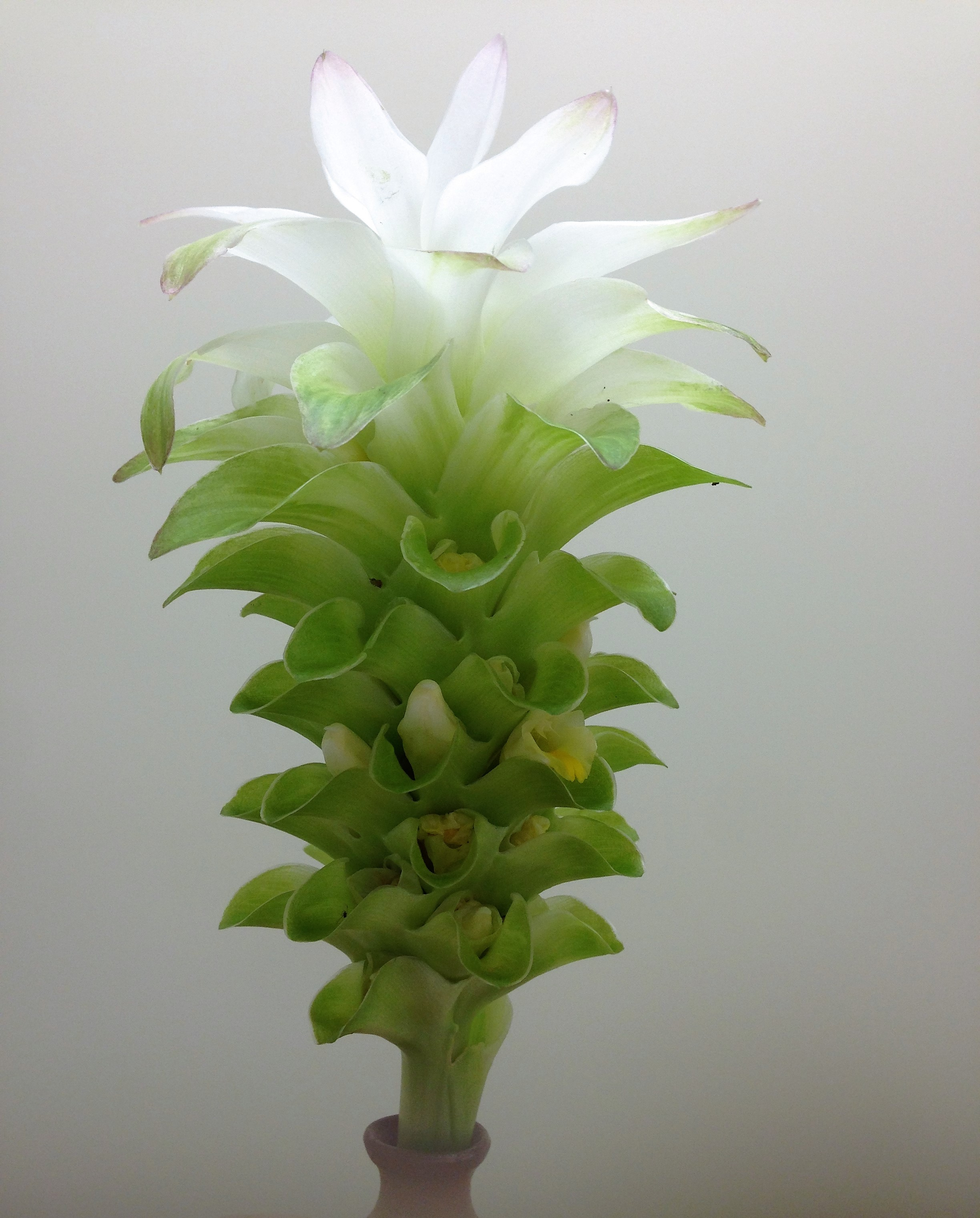
ウコンの花

ウコンは、別名秋ウコンまたは赤ウコンともいう。中国植物名は「姜黄」、陶穀の清異録には「金母蛻」。根茎の日本薬局方の生薬名は鬱金（）で、中国薬物名は姜黄（キョウオウ）。根茎の主用途は食材であり、苦みが無く濃いオレンジ色である。
次の「ウコン」は同属別種である。
春ウコンキョウオウ (C. aromatica)。中国植物名と中国薬物名は「鬱金」。日本の生薬名は姜黄（）。主用途は健康食品など。春にピンク色の花が咲く。黄ウコンやワイルド・ターメリックとも。苦く黄色で、ミネラルや精油成分が豊富。
紫ウコンガジュツ (C. zedoaria)。中国植物名は「莪朮」。日本薬局方の生薬名は莪蒁（）、生薬名は莪朮（）。主用途は中医学漢方など。夏（7 - 10月）に白い花が咲き、白ウコンや夏ウコンとも。ただし、白ウコンは同科ショウガ属のハナショウガ (ランプヤン、Zingiber zerumbet) を指すこともある。
ジャワウコン (Javanese turmeric, Curcuma xanthorrhiza)
中国では、日本でのウコンをキョウオウ（姜黃）、日本でのキョウオウをウコン（鬱金）といい、日本と逆になっている。つまり中医学漢方の生薬分類上、春ウコンと秋ウコンの根茎を姜黄（）、塊根を鬱金（）としているが、日本に漢方が書物により伝来し普及する過程で、これら情報が混乱し正しく伝わらなかったためである。故に中国から輸入のウコン類生薬は、中国の定義に基づいた名称のものもある。

## 形態・生態
熱帯アジア原産の多年草。草丈は40 - 50センチメートル (cm) から、100 cm以上になる。根茎は多肉で太く、輪節があり、中は鮮やかな黄色をしている。主根茎と側根茎からなり、主根茎はほぼ卵形体で長さは約4 cm、径約3 cmある。側根茎は円柱形でやや湾曲し、長さ2 - 6 cm、径1 cmほどある。
根茎から偽茎が発生して、葉は数個2列に互生し、長い柄が立つ。葉身は大きく、長さ50 - 100 cmの線形から長楕円形をなす。
花期は8 - 11月。花序は夏から秋にかけて、葉の間から高さ20 - 30 cmほどになる大型の穂状花序を出す。花穂は多数の淡緑色の苞葉が積み重なった姿をしており、上方のものは先端が白色、ときに淡紫紅色を帯びて目立つがこれは花ではなく、下部の苞葉の間から淡黄色の花を咲かせる。

## 栽培
早春に種球の育苗を行い、春に植え付け、晩秋から初冬にかけて収穫する。栽培の難度はふつうで、輪作の年限は2年とされる。根がはる作物なので、株間を広く取って苗を植え付ける。乾燥や寒さには弱いことから、夏に晴天が続くときは水やりをする。
ウコンの種球を植え付けする畑は、元肥に堆肥などをすき込んでおき、畝を立てておく。種球は小さいものはそのままでよいが、大きいものは50グラム (g) 程度の大きさに割る。種球から芽出しして育苗するため、腐葉土を入れた育苗ポットに種球を植え、土が乾いたら湿る程度に水やりをして、発芽から10センチメートル (cm) 程度の苗になるまで暖かい環境で育てる。苗を畑に植え付けるときは、ポットごと水につけて吸水させてから、株間80 cm以上とって植え付ける。植え付けから2週間後から、ぼかし肥や鶏糞などで追肥を行い、以後2週間の1度のペースで追肥を行なっていくと、草丈が90 - 140 cmくらいまで生長していく。夏に開花して、晩秋のころになると葉が枯れてきて根茎の収穫期を迎える。葉が枯れてきて霜が降りる前に、まわりから掘って収穫する。

## 生産加工

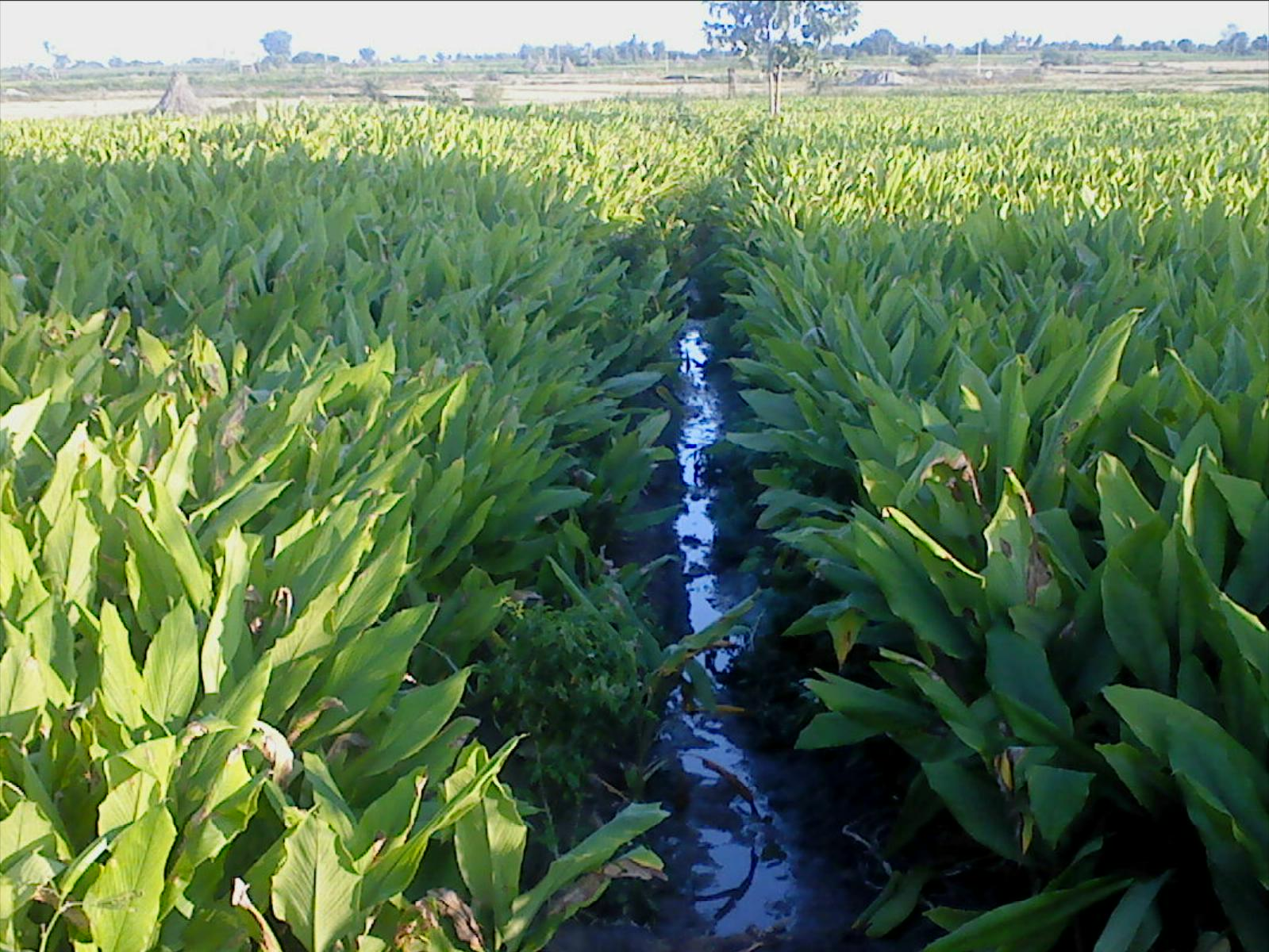
インドのウコン畑

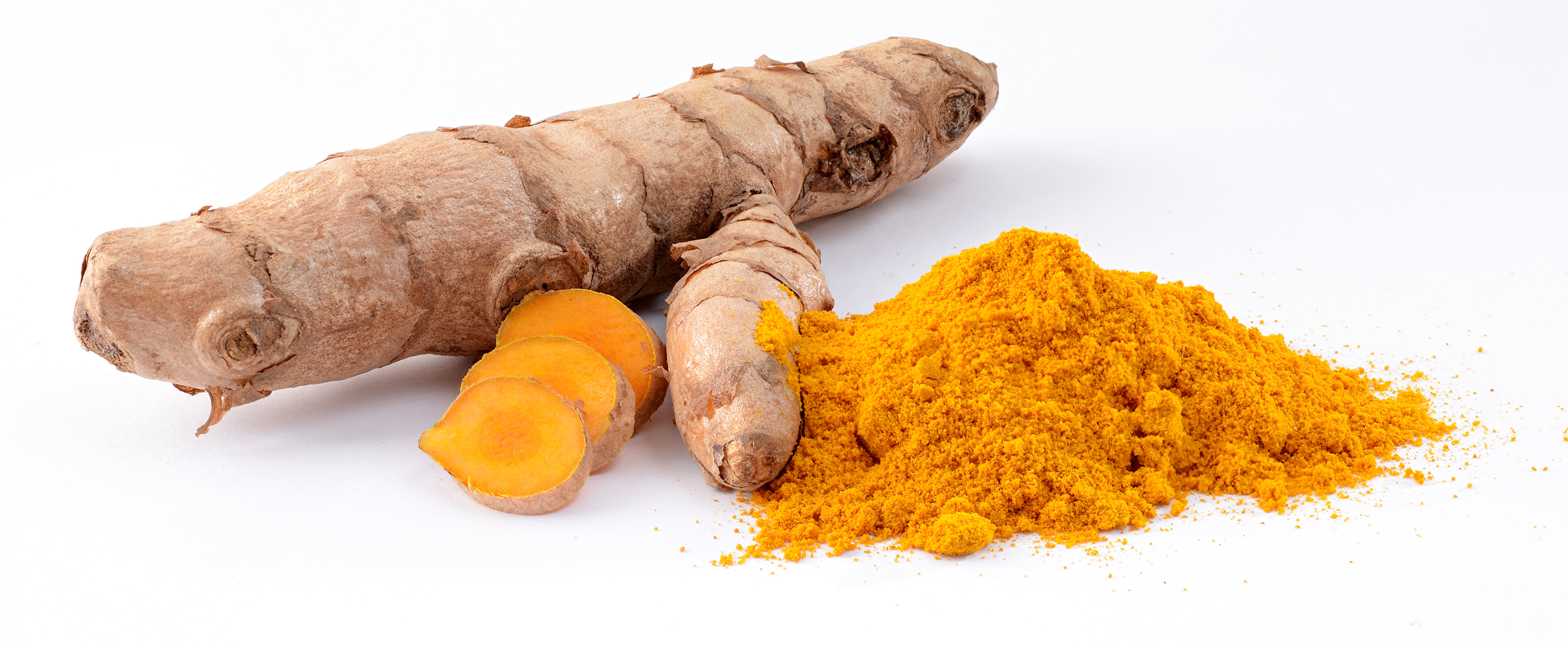
ウコンの根茎と粉末。粉末は黄金色をしている。

生産地はインド、中国、台湾、日本、その他南アジア、東南アジアなどで、インドがウコンの生産量・輸出量ともに世界一である。ウコンの品種は現在、約50種類ほどあり、インドだけで30種類を越える新しい品種が育てられている。日本には18世紀（享保年間）に渡来し、南九州、沖縄、小笠原など温暖な地方で栽培されている。
地下に肥大した濃黄色の根茎を持つ。この根茎を水洗して皮を剥き、5 - 6時間煮た後2週間ほど天日で十分乾燥させて細かく砕き、使用する。沖縄県では煎じたものを飲料として用いる。県内では缶入りの「うっちん茶」も多くのメーカーから発売されている。

## 成分組成
ウコンには約5 %前後の精油成分（エッセンシャルオイル）、と約5 %前後のポリフェノール類（クルクミン）が含まれている。
クルクミンは、ウコンの活性成分であり、別名で C.I. 75300、Natural Yellow 3 などの名称がある。クルクミンは少なくとも２つの互変異性体 (tautomeric form)、ケト・エノール体が存在し、固相時にはケト体を、溶液中ではエノール体をとる。クルクミンはpHによる変色域を持つことが知られている。pH7.4以下の酸性～中性溶液下では黄色を呈す一方、pH8.6以上の塩基性（アルカリ性）溶液下では明るい赤色に変化する。
精油成分としては、ターメロン（胆汁分泌促進）、シネオール（胆汁・胃液の分泌の促進）、α-クルクメン（コレステロールを溶かし、高脂血症に有効）、クルクモール（抗がん作用）、β-エレメン（腫瘍予防の効果）、カンファー（健胃・殺菌効果）、テルペン類などが知られている（各成分の後ろの括弧内はこれまで報告されている、各成分での効果候補である）。
クルクミンと精油成分の、各々の含有比率は、秋ウコンと類似種の春ウコン、紫ウコンで異なる。秋ウコンはクルクミン含有量が豊富で精油成分には乏しく、春ウコンは精油成分が比較的豊富である。紫ウコンはクルクミンに乏しく精油成分のみの組成になる。
上記にあげた、主な有効成分の他にウコン根茎には、ミネラル（鉄分）などの微量元素や、食物繊維、デンプン、カリウム、ビタミンC、および、カロテンなどが含まれている。特に秋ウコンには鉄分が豊富に含まれており、ウコンをそのまま利用する場合に、ミネラルの豊富さが生体に影響を及ぼす場合がときおり報告されている。

## 利用

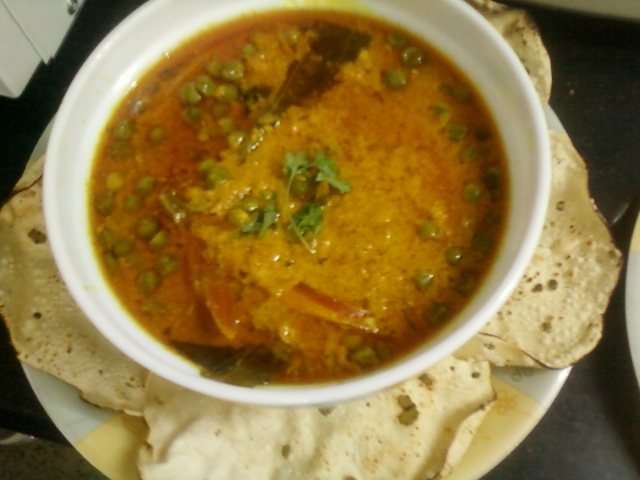
カレー

ウコンの根茎はショウガのような外見をしており、これを食用にし、生薬やスパイス、色づけなど幅広く利用される。食材としての旬は秋（11月ごろ）とされる。カレーのスパイスの一つ、「ターメリック」になることでもよく知られる。根茎を薄切りにして天日干ししてから、粉末に加工して利用したり、湯で煮出して飲む。生のウコンは、すりおろして少量の白湯に溶いて飲んでもよい。また、ウコン根茎を焼酎に漬けて薬酒も造られる。
古くから黄金色の着色料としても使われ、キゾメグサ（黄染草）の異名がある。黄金色の色素成分はクルクミン (curcumine) である。カレーの黄金色はウコンの色であるほか、からしや沢庵漬けの色付けに使われる。繊維染料として黄袋などにも用いられる。乾燥した根茎を用いた木綿は鬱金木綿といわれている。ウコンで染色した布は虫がつき難いといわれ、貴重な骨董品や書画などの古美術を虫の被害から守るため、ウコン染めの布や鬱金木綿で包む習慣があった。
- 湿潤効果や発毛抑制作用があるとされ外用剤として使用される。
- 沖縄では煎じたウコン茶（うっちん茶）を飲む習慣があり、ティーバッグ形式のもののほか、健康飲料としてペットボトル入のものまで販売されている。二日酔いを防ぐということで、飲酒の前後に飲まれたり、泡盛に入れたりしている。また、居酒屋ではウコンのサプリメントが常備されていることが多い[18][要ページ番号]。
- インドや東南アジアでは、スパイス、染料、切り傷の外用薬、化粧用のパウダーとして利用されている。炊飯に使うことも多い（ターメリックライス）。インドでは魔除けになると言い伝えられており、ヒンズー教の儀式に用いられる[12]。インドネシアの結婚式では、花嫁、花婿が鬱金で腕を染め、黄金色に炊き上げた米飯が振る舞われる[19]。ウコンによる黄金色はおめでたい色とされている。
- ヨーロッパでは、マーガリンやチーズの着色に使われている。また、パエリアなどに高価なサフランの代わりとして利用されている。

### 期待されている薬効
俗に肝機能を増進するといわれ、二日酔いの抑止効果があるかのような宣伝を行う錠剤やドリンク剤が多数発売されている。クルクミンの働きによって、肝機能の強化、消化促進、食欲増進などの働きがあるといわれている。また、糖尿病、高血圧症、動脈硬化などの生活習慣病の予防効果も期待されている。ただし、ウコンを大量摂取するとアレルギーや肝障害を引き起こすリスクもあるため注意喚起されている。
炎症を軽減するという主張は、強い根拠に基づくものではない。
かつて、デザイナーフーズ計画のピラミッドで2群に属しており、チャやタマネギと共に、2群の最上位に属する高い癌予防効果のある食材であると位置づけられていた。

### 薬用
根茎は日本の生薬名で鬱金（ウコン）、中国薬物名で姜黄（きょうおう）、ハーブ名はターメリックと称され、秋に掘り採った根茎をコルク層を除いてからふつう湯通しした後に天日乾燥して調製する。薬用やハーブとして、一般的には健胃薬や利胆薬、通経薬、駆瘀血（くおけつ）薬として、胃炎、肝炎、胆道炎、月経不順、産後腹痛などに用いられる。また、二日酔い対策などを謳った健康食品としても利用されている。鎮痛・止血の作用があることから軟膏に配合されており、漢方処方では、痔や痒み、初期の打ち身・捻挫に外用される中黄膏にのみ配合される。
中国漢方名の鬱金（うこん）は、中国の春ウコン（植物名キョウオウ）のことで、塊根も鬱金とよばれている。つまり、日本の「鬱金」と中国の「姜黄」は同じ生薬のことを指すが、日本の「鬱金」と中国の「鬱金」は同じ生薬ではない。日本では姜黄と鬱金が混同され、春ウコン（キョウオウ）の塊根を川玉金（せんぎょくきん）という名で扱う漢方薬局でも、姜黄と鬱金を区別していないところもある。
ウコンと春ウコン（キョウオウ）は互いに姿がよく似るが、それぞれの薬効には決定的な違いがある。ウコン（中国名：姜黄）は身体を温める作用がある薬草で冷え症の人によく、キョウオウ（春ウコン、中国名：鬱金）は身体を冷やす作用がある薬草であるため、身体がほてりやすい人で発熱がある人によいとされる。
民間療法では、肝臓病、黄疸、胆結石に対する薬効に期待して、1日量3 - 5グラムの乾燥させたウコン根茎を400 ccの水に入れて煎じ、3回に分けて服用する用法が知られる。ただし、妊婦への服用は禁忌とされる。

## 副作用
危険性情報としては、摂取量、摂取期間、また、摂取した対象者は不明であるが、薬剤性肝障害22例のうちウコンによるものが11例ある等が述べられている。また日本肝臓学会の診断基準を満たした薬剤性肝障害症例（14施設 84症例)のうち、ウコンによる薬剤性肝障害は25％を占めたとされた。なお医療機関で処方される医薬品漢方薬の中には、ウコンを含有するものは存在しない。クルクミン大量摂取による肝臓の脂肪変性も報告されている。
また、秋ウコンの根茎は、クルクミンの他にもミネラル分（鉄分）が豊富に含まれているものがある。例えばC型慢性肝炎患者（あるいはその他の肝炎患者）は、罹患した時点ですでに鉄過剰を起こしやすいことから、鉄制限食療法が推奨されている。そのような場合には、ウコン含有の鉄分（栽培地や栽培方法によってミネラルの含有量が高くなる場合がある）が肝臓に過剰な影響を及ばす可能性があり、注意が必要といわれている。
また、鉄分および精製されたクルクミンなどの成分についてはいくつかの報告があるが、ウコン根茎そのものには、それ以外にも多様な成分を含んでおり、個々の成分単体で得られた結果がウコンとしての生理活性にどの程度反映されるのかは明らかではない（精製されたクルクミン原体の場合は含有ミネラルの問題は起こらないが、ウコン根茎の場合は更なる検証が必要である）。
ウコンの有効性および安全性は、まだ十分に検討され尽くしていないため、今後もウコンやその成分についての様々な検討が必要であり、その点について研究が進められている状況である。
また、以下の場合は、ウコン（秋ウコン）の摂取を控えるべきとされている。特に肝障害患者においては、サプリメントとして市販されている通常量で重篤な状態に陥った例が少なからず報告されている。またウコン（秋ウコン）によって自己免疫性肝炎を併発した可能性のある症例の発表もある。
- 黄疸
- ヘルペス
- 妊娠中
- 自己免疫性疾患
- ウイルス性肝炎
- 慢性肝炎
- 肝硬変
- 胆嚢炎
- 消化性潰瘍
- 胆石
- 尿路結石

ウコン（秋ウコン）を含有した外用薬によるアレルギー性皮膚炎も報告されている。
以上のように、しばしば「ウコン（秋ウコン）は肝臓によい」と言われているものの、肝疾患患者への投与は推奨されておらず、状態を改善させるどころか、死亡例（2人:2004年）を含んだ重篤な副作用の報道･報告があり、安易な内服は慎むべきとされている。
2020年12月から2021年3月にかけて南アジアの市場で採取されたサンプルの分析によって、着色のために人為的に使われるクロム酸鉛がインド、パキスタン、ネパールで鉛濃度の規制限度の500倍以上混入されていると判明した。当地では汚染ウコンの影響で血中鉛濃度が基準値の10倍以上超えると予測される。鉛中毒により、循環器系、内分泌系、腎系、免疫系、生殖系、神経系など、体内のほぼすべての器官系に害を及ぼします。幼少期の鉛曝露は、脳の発達を阻害し、IQを低下させるなど、不可逆的で長期的な悪影響を及ぼします。